# Uvariodendron connivens
Espèce
Synonymes
- Uvaria connivens Benth.[1]

Statut de conservation UICN

 NT  : Quasi menacé
Uvariodendron connivens (Benth.) R. E. Fr. est une espèce de plantes à fleurs de la famille des Annonaceae et du genre Uvariodendron. C'est un arbre présent en Afrique tropicale.

## Description
C'est un petit arbre pouvant atteindre 13 m de hauteur.

## Distribution
Assez répandue au Cameroun dans la Région du Sud-Ouest, elle est également présente au sud-est du Nigeria, sur les monts Oban dans le parc national de Cross River, ainsi que sur l'île de Bioko en Guinée équatoriale.